# 包道乔尼
包道乔尼（匈牙利語：Badacsony，匈牙利語發音：[ˈbɒdɒt͡ʃoɲ]）是匈牙利西部巴拉顿湖北岸的一个火山地区。